# 灯質

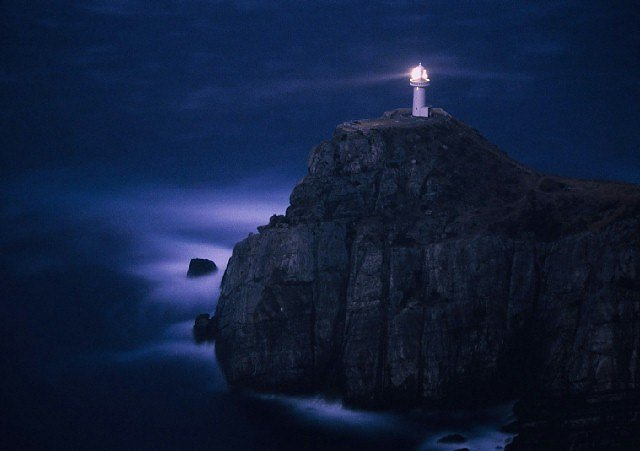
大瀬埼灯台（長崎県五島市）

灯質(とうしつ)は、ひとつひとつの灯台固有の光り方を指す。海図や灯台表（海上保安庁発行）には、灯質が記号で表記されている。記号は本項で記述する。

## 灯質の記号
- F：不動光。点きっぱなしの光。Fixedの略。
- Occ,Oc：明暗光。光を発する時間が暗いときより長い。Occultingの略。
- Fl：閃光。一定間隔ごとに1回の光を発する。Flashingの略。
- Iso：等明暗光。光を発するときと暗いときの時間が同じ。Isophaseの略。
- Q,QK Fl：急閃光。毎分60回を超える光を発する。Quick Flashingの略。
- IQ,I Qk Fl：断続急閃光。群閃光の状態で、閃光部分が毎分60回を超える。Interrupting Quick Flashingの略。
- Alt：互光。異なる2色以上の光を発し、暗いときがない。Alternatingの略。
- Al.Oc,Alt Occ：明暗互光。Alternating Occultingの略。
- Al.Fl,Alt Fl：閃互光。一定間隔ごとに異なる2色以上の光を発する。Alternating Flashingの略。
- Al.Fl(回数),Alt Gp Fl：群閃互光。一定間隔ごとに複数回の異なる色の光を発する。Alternating Group Flashingの略。
- Oc(回数),Gp Occ：群明暗光。一定間隔ごとに複数回の光を発し、光を発する時間が暗いときより長いか同じ。Group Occultingの略。
- Fl(回数),Gp Fl：群閃光。一定間隔ごとに複数回の光を発する。Group Flashingの略。
- S-L Fl：短長閃光。
- F Oc, F Occ：連成不動明暗光。
- FFl：連成不動閃光。
- F Oc(回数),F Gp Occ：連成不動群明暗光。
- FFl(回数),F Gp Fl：連成不動群閃光。
- Moモールス符号光。
- LFl：長閃光。
- V Q,V Qk Fl：超急閃光。
- Flso：連成不動等明暗光。

## 色
小文字で記述するが大文字で書かれる場合もある。
- vi,pu：紫
- bu：青
- g：緑
- or：オレンジ
- r：赤
- w：白
- am：琥珀色
- y：黄色

## 記号の使われ方
海図に於いて、灯質の記号は以下の要領で使われている。
```
灯質 　色 　周期（秒）　灯高（m）　光達距離（
海里
）
```

例
```
Al Fl (2) w r 15s 23m 20M
```